# Benutzer
Ein Benutzer (für eine männliche Person) oder eine Benutzerin (für eine weibliche Person) (auch Endbenutzer, Anwender bzw. Anwenderin, Bediener bzw. Bedienerin, Benützer bzw. Benützerin oder einfach kurz Nutzer bzw. Nutzerin, umgangs-/fachsprachlich auch User (von englisch user) genannt) ist eine Person, die ein Hilfs- oder Arbeitsmittel verwendet.

## Begriffsdefinition

### Geschlechtsspezifische Ausprägungen
Insbesondere der Duden unterscheidet explizit zwischen den geschlechtsspezifischen Bezeichnungen Benutzer bzw. Benutzerin, dies gilt auch für alternative Bezeichnungen. Im Weiteren wird die geschlechtsneutrale Schreibweise Benutzer/in, Anwender/in usw. benutzt.

### Bedeutung
Der Begriff Benutzer/in mit seinen verschiedenen alternativen Bezeichnungen ist ungenau und nur selten definiert, er wird in einer Vielzahl unterschiedlicher Kontexte genutzt, so z. B.
- als Benutzer/in von beliebigen Dingen,[7][8][4]
- als Benutzer/in einer Software oder Softwarekomponente,[9]
- als Benutzer/in von Betriebssystemen (dann mit Benutzerkonto),[10]
- als Benutzer/in einer Website (unregistriert, anonym),[11]

Auch die Kunden einer Anstalt des öffentlichen Rechts werden Nutzer oder Benutzer genannt.
In der Informatik wird eher die englische Bezeichnung user als das deutsche Benutzer/in gebraucht, diese gibt es nur in der geschlechtsneutralen Schreibweise.

## Alternative Bedeutungen und Abgrenzung derselben

### Benutzer/Benutzerin und Bediener/Bedienerin
Der Begriff Bediener bzw. Bedienerin ist mehrdeutig: Er wird zum einen als Bediener/in einer technischen Maschine verwendet (damit ein  Synonym zu Benutzer/in), zum anderen vor allem im Ostösterreichischen für eine männliche bzw. weibliche Haushaltshilfe.

### „Benutzer“ und „Anwender“
Die Ausdrücke „Benutzer“ und „Anwender“ werden oft synonym verwendet, im Kontext Computer/Software jedoch auch mit unterschiedlichen Bedeutungen:
- Benutzer: Personen oder Personengruppen, die sich zur Wahrnehmung ihrer Aufgaben einer Datenverarbeitungsanlage bedienen und [… dabei] in unmittelbarem Kontakt mit der Anlage stehen.
- Anwender: Organisationen oder Institutionen, die die Anschaffung und den Betrieb der Anlage oder Software verantworten (Auswahl, Lizenz, Installation).

Beispiel: Ein Unternehmen, das für die Verwaltung eines Lagers einen Computer bzw. eine bestimmte Software einsetzt, ist in dieser Rolle ein Anwender. Die mit der Bedienung des Warenwirtschaftssystems beauftragten Lagerarbeiter sind Benutzer.

### Benutzer/Benutzerin und User
Der Begriff User wird synonym zu Benutzer/in verwendet. Er umfasst aber lediglich informationstechnische Anwendungen: Benutzer/in eines Computers, einer Website oder einer Software.

## Elektronische Datenverarbeitung
In der elektronischen Datenverarbeitung steht der Ausdruck für eine Person, die einen Computer benutzt (englisch User). Administrativ kann für Benutzer ein Benutzerkonto geführt werden, mit dem z. B. die Authentifizierung vorgenommen und die Berechtigung zur Ausübung bestimmter Funktionen/Programme festgelegt (und gesichert) werden kann. Im Rahmen der Benutzerverwaltung können Benutzer über gemeinsame Benutzerrollen und Benutzergruppen zusammengefasst werden. Eine Benutzerschnittstelle ermöglicht es einem Benutzer, mit einem Gerät, einer Maschine, einem Computer, einer Sache etc. zu interagieren.

## Telekommunikation
Mit dem Rechtsbegriff „Nutzer“ wird jede natürliche oder juristische Person bezeichnet, die Telemedien nutzt, insbesondere um Informationen zu erlangen oder zugänglich zu machen (§ 2 Nr. 3 TMG).

## Trivia
In Meyers großem Taschenlexikon von 1987 ist der Begriff Benutzer noch nicht aufgeführt. Ebenso fehlen Anwender, Bediener, sowie Nutzer.
Auch Gablers Wirtschaftslexikon von 1979 enthält noch nicht den Benutzer, im Online-Lexikon ist er Stand 2024 enthalten.